# Inca Babies
Inca Babies est un groupe de rock indépendant britannique, originaire de Manchester, en Angleterre. De nombreux musiciens ont participé au groupe dont le noyau était constitué de Bill Marten (basse) et Harry Stafford (guitare et chant). 
Le style musical des Inca Babies mêle des influences punk et à des réminiscences rockabilly. Ils ont enregistré de nombreux singles et quatre albums.
Tout en maintenant leurs racines post-punk de Manchester, les Inca Babies participent depuis 2008 à des festivals et concerts en Europe, passant par le Drop Dead de Vilnius, en Lituanie et le Deathcave 2014 de Saint-Pétersbourg et Moscou.

## Biographie
Le groupe est formé à Hulme, Manchester, par Bill Bonney (basse), Harry Stafford (guitare) Julian Woropay (chant) et Alan Brown (batterie), s'inspirant de Link Wray, The Cramps, The Gun Club et The Birthday Party. Leur premier single, The Interior, est publié en novembre 1983 sur leur propre label, Black Lagoon. Au fil des années, ils comptent six singles et quatre albums ainsi que plusieurs changements de formation, Evil Hour en 1998 avec Clint Boon d'Inspiral Carpets aux claviers. Alan Brown de bIG fLAME et The Great Leap Forward est aussi leur batteur de l'époque.
Le groupe enregistre quatre sessions pour John Peel et son émission à la BBC Radio 1 entre 1984 et 1987. Cependant, le groupe se sépare à la fin des années 1980, se réunissant pour un concert à Munich marquant le vingtième anniversaire de l'agence de booking IBD. Les Inca Babies étaient le premier groupe outre-mer de l'agence.
Un vinyle bleu double face-A en édition limitée du single My Sick Suburb/Tower of Babel est publié par Black Lagoon Records pour marquer le Record Store Day du 21 avril 2012. En 2012, le groupe joue au Royaume-Uni et en Europe, comme en Italie, en Pologne, aux Pays-Bas, et même à Los Angeles pour un concert privé. En octobre 2012, le groupe sort un CD intitulé Re-Peeled pour marquer leur nuit à Manchester avec le DJ John Peel. Leur deuxième album, Deep Dark Blue est publié en novembre 2012 et le groupe significativement en 2013 en soutien, jouant notamment au Royaume-Uni, en Grèce et en Belgique.
En 2014, l'EP vinyle Scatter est publié pendant le Record Store Day, suivi de leur troisième album, The Stereo Plan. Après un concert à Manchester avec la formation de l'ère A Witness (Vince Hunt et Rob Haynes), les Inca Babies jouent pour la première fois en Russie, en tête d'affiche du Deathcave 2014 de Saint-Pétersbourg et Moscou, et aussi en Inde, au festival culturel Saarang de Chennai en janvier 2015.
Après The Stereo Plan, Harry Stafford commence à travailler sur un album solo, et Rob Haynes tourne intensément avec The Membranes, et Vince Hunt se joint aux Blue Orchids. En 2017, ils jouent à Naples, en Italie en juillet ; ainsi qu'au festival Rebellion de Blackpool le 6 août.

## Discographie

### Albums studio
- 1984 : Rumble (Black Lagoon Records)
- 1986 : This Train (Black Lagoon Records)
- 1987 : Opium Den (Black Lagoon Records)
- 1988 : Evil Hour (Constrictor)

### Single
- 1983 : Interior (Black Lagoon Records INC 001 [7"])

### Compilations
- 1991 : Evil Hour/Opium Den (Communion Records)
- 2006 : Plutonium 1983/87 (Anagram Records)